# Aleksander II (hospodar mołdawski)
Aleksander II (rum. Alexăndrel; zm. 1455) – hospodar Mołdawii, w latach 1449, 1452–1454 i 1455, z rodu Muszatowiczów.

## Biografia
Był synem hospodara Eliasza I i Marii Holszańskiej. W okresie dramatycznych walk o tron hospodarski sięgnął po niego w 1449 z poparciem Polski (po śmierci wcześniej przez nią popieranego brata Aleksandra, Romana II – obaj byli kuzynami Kazimierza Jagiellończyka poprzez matkę Marię Holszańską). Jeszcze w tym samym roku został jednak pobity przez stryja, Bogdana II, który w 1450 pokonał polskie oddziały, które miały przywrócić Aleksandra na tron. Udało mu się to dopiero po śmierci Bogdana, zamordowanego przez innego ze stryjów Aleksandra – Piotra Arona, z którym odtąd przyszło Aleksandrowi toczyć ze zmiennym szczęściem walkę o władzę. Mimo poparcia polskiego Aleksander ostatecznie został pokonany przez Piotra w 1455 w bitwie pod Mohile i zmarł wkrótce potem podczas oczekiwania w Białogrodzie na polską pomoc.